# Schwarzwald-Marathon
Der Schwarzwald-Marathon ist ein Marathon in Bräunlingen, der seit 1968 immer am zweiten Wochenende im Oktober stattfindet. Er ist nach dem Essener Marathon Rund um den Baldeneysee und dem Göltzschtal-Marathon die drittälteste noch durchgeführte Marathonveranstaltung in Deutschland, nach der Anzahl der Veranstaltungen die zweitälteste.
Zum Programm gehören auch ein Halbmarathon (seit 2001), ein 10-km-Lauf (seit 2006), ein Staffelmarathon (seit 2014), ein 5-km-Lauf (seit 2021), ein 1,75-km- und 1,05-km-Schülerlauf. Organisiert wird er seit 2007 vom LSG Schwarzwald Marathon e. V. Der Vorstand des Vereins ist seit 2014 Frank Kliche.

## Geschichte
Der Schwarzwald-Marathon wurde 1968 vom SV Donaueschingen und dem TuS Bräunlingen ins Leben gerufen. Er war der erste auf Volksläufer ausgerichtete Marathon in Westdeutschland. Der noch ältere, seit 1963 bestehende Tusem-Marathon (später Rund um den Baldeney-See) war in seinen Anfangsjahren ein Vereinsvergleichskampf. Eine Woche vor dem Schwarzwald-Marathon wurde in der damaligen DDR der Göltzschtal-Marathon erstmals ausgetragen – wie der Schwarzwald-Marathon eine Veranstaltung für Volksläufer.
Von Beginn an war eine Frauenwertung in der Ausschreibung enthalten – damit war der Schwarzwald-Marathon der erste Marathonlauf weltweit, der auch Frauen offenstand. Zu jener Zeit waren die Widerstände gegen Frauen, die Langstreckenlauf betrieben, noch enorm, und es gab keinerlei nationale oder internationale Regeln, die einem Frauenmarathon einen legalen Status hätten verleihen können. Erst im Jahr zuvor war es beim Boston-Marathon zum Eklat gekommen, als der Renndirektor versuchte, mit Gewalt die als „K. V. Switzer“ gestartete Kathrine Switzer aus dem Rennen zu nehmen. Roland Mall, Organisator des Laufes, sicherte sich ab, indem er die Zielschlusszeit mit zehn Stunden extrem hoch ansetzte und beim Genehmigungsantrag an den Deutschen Leichtathletik-Verband (DLV) den Teil der Ausschreibung, der die Läuferinnen betraf, kurzerhand „vergaß“.
Von den ca. 600 Startern waren in Bräunlingen schließlich 51 Frauen am Start, von denen 48 das Ziel erreichten. Erste Siegerin des weltweit ersten offiziellen Frauen-Marathons wurde Marthel von dem Berge aus Münster.
Nachdem auch in den nächsten beiden Jahren die Befürchtungen, Frauen seien einer so langen Strecke nicht gewachsen, sich als gegenstandslos erwiesen und der DLV auch keine Anstalten machte, von sich aus gegen den Start der Frauen vorzugehen, stellten die Organisatoren für die Austragung 1971 offiziell den Antrag, den Frauenlauf zu genehmigen. Dem wurde stattgegeben, und somit war der DLV unter den internationalen Verbänden der erste, der Frauenmarathons erlaubte.
An den Start gingen 71 Teilnehmerinnen und es gewann Elfriede Rapp wenige Sekunden vor Eva-Maria Westphal.
1972 gab es beim Schwarzwald-Marathon ein weiteres Novum, als man dazu überging, die Daten der Teilnehmer elektronisch zu erfassen. Zu diesem Zeitpunkt gingen schon mehr als 1500 Läufer an den Start, was den Schwarzwald-Marathon in jenen Jahren, als es noch keine City-Marathons gab, zum teilnehmerstärksten Marathonlauf weltweit machte.
Als 1975 der DLV als zweiter Verband weltweit (nach den USA) eine Nationale Meisterschaft im Marathon für Frauen ausschrieb, vergab man diese nach Bräunlingen und würdigte so die Vorreiterrolle dieser Veranstaltung. Erste deutsche Marathonmeisterin wurde Christa Vahlensieck mit neuem Streckenrekord, der erst 2022 um wenige Sekunden verbessert wurde.
Bis Mitte der 1980er Jahre stieg die Starterzahl weiter auf weit über 2000 (1986 wurde der Finisherrekord mit 2321 erreicht), ging danach aber aufgrund der immer größeren Konkurrenz durch die neuentstandenen Stadtläufe zurück, zeitweise sogar auf unter 400 Finisher. Einige Jahre lang ersetzte man die große Runde durch den Schwarzwald durch eine zweimal zu durchlaufende Halbmarathon-Strecke. Seitdem man zu einem großen Rundkurs zurückgekehrt ist, ist jedoch wieder ein Aufwärtstrend bei den Anmeldungen zu verzeichnen.
2020 wurde der Schwarzwald-Marathon wegen der COVID-19-Pandemie abgesagt.

### Präsidenten seit Bestehen des Schwarzwald-Marathon
- 1968 – 1972 Roland Mall † (Gründer des Schwarzwald-Marathon)
- 1972 – 1976 Karl Schneider
- 1976 – 1981 Toni Wehinger
- 1981 – 1985 Hansjürgen Bühler
- 1985 – 1998 Arthur Zwetschke †
- 1998 – 2001 Walter Eberhard
- 2001 – 2012 Klaus Banka (1. Vorstand und Gründungsmitglied der LSG Schwarzwald-Marathon e. V.)
- 2012 – 2014 Thomas Schneider
- 2014 – heute Frank Kliche

## Strecken
Vom Start in Bräunlingen auf 700 m läuft man zunächst in Richtung Nordwesten. Beim Weiler Hubertshofen geht es hinein in den Wald und immer weiter nach Westen. Kurz vor dem Eisenbacher Ortsteil Oberbränd hat man bei km 17 eine Höhe von ca. 1000 m erreicht. Die Strecke verläuft nun auf diesem Höhenniveau zunächst bis 25 km nach Süden, bis sie nach Osten abbiegt und überwiegend bergab zunächst zur Brändbachtalsperre (Kirnbergsee) und dann zum Ziel in Bräunlingen führt.
Die Halbmarathonstrecke ist mit der Marathonstrecke im ersten Teil identisch und biegt bei km 12 südlich zur Brändbachtalsperre ab, wo sie wieder auf die Marathonstrecke trifft. Der ebenfalls am Sonntag startende 5-km-Lauf läuft zunächst in Richtung Westen, auf der Straße Am Bruggacker bis zur Kreuzung Galgenbergstraße, dort rechts ab, parallel auf dem Sandweg zum Röthenbach. Weiter Richtung Waldhausen. Nach Einmündung auf den Riedweg nach 480 m kommt eine Gabelung, dort den Feldweg nehmen. Wiederum im freien Gelände, nach 850 m rechts abbiegen und wieder auf den Riedweg, zurück zur Stadthalle. Das ist auch der original Rückweg beim Marathon. Der 5-km-Lauf ist sehr gut für Einsteiger gedacht, die insgesamt etwa fünf Höhenmeter sind kaum bemerkbar. Der am Vortag gestartete 10-km-Lauf besteht aus einer Runde südlich von Bräunlingen und Hüfingen mit insgesamt ca. 100 zu bewältigenden Höhenmetern.

## Statistik

### Streckenrekorde
Marathon
- Männer: 2:22:58 h, Moses Cheserek , 2003
- Frauen: 2:45:26 h, Stefanie Doll , 2022

Halbmarathon
- Männer: 1:04:21 h, Elijah Keitany , 2006
- Frauen: 1:18:03 h, Priscah Kiprono , 2006

10-km-Lauf
- Männer: 33:06 min, Damian Kallabis , 2006
- Frauen: 37:38 min, Julia Ehrle , 2022

### Siegerlisten

#### Marathon
Quellen: Website des Veranstalters
| Datum         | Männer                  | Nation                  | Zeit                    | Frauen                       | Nation                  | Zeit                    |
| ------------- | ----------------------- | ----------------------- | ----------------------- | ---------------------------- | ----------------------- | ----------------------- |
| 13. Okt. 2024 | Theo Fehrenbach         | Deutschland             | 2:54:15                 | Anja Rottinger               | Deutschland             | 2:49:58                 |
| 8. Okt. 2023  | Lennart Nies            | Deutschland             | 2:34:07                 | Stefanie Doll -6-            | Deutschland             | 2:57:10                 |
| 9. Okt. 2022  | Andreas Leppert         | Deutschland             | 2:48:16                 | Stefanie Doll -5-            | Deutschland             | 2:45:26                 |
| 10. Okt. 2021 | Fritz Koch              | Deutschland             | 2:32:04                 | Stefanie Doll -4-            | Deutschland             | 2:49:50                 |
| 11. Okt. 2020 | ausgesetzt wegen Corona | ausgesetzt wegen Corona | ausgesetzt wegen Corona | ausgesetzt wegen Corona      | ausgesetzt wegen Corona | ausgesetzt wegen Corona |
| 13. Okt. 2019 | Marius Stang            | Deutschland             | 2:35:02                 | Kerstin Bertsch              | Deutschland             | 3:13:06                 |
| 14. Okt. 2018 | Niels Schallner         | Deutschland             | 2:33:36                 | Svenja Mann                  | Deutschland             | 3:09:06                 |
| 8. Okt. 2017  | Jens Ziganke            | Deutschland             | 2:31:28                 | Stefanie Doll -3-            | Deutschland             | 2:54:59                 |
| 9. Okt. 2016  | Kay-Uwe Müller -3-      | Deutschland             | 2:34:46                 | Stefanie Doll -2-            | Deutschland             | 2:58:27                 |
| 11. Okt. 2015 | Kay-Uwe Müller -2-      | Deutschland             | 2:36:09                 | Miriam Köhler                | Deutschland             | 3:15:08                 |
| 12. Okt. 2014 | Bart Verschoren         | Belgien                 | 2:37:05                 | Gerdi Ott                    | Deutschland             | 3:16:27                 |
| 14. Okt. 2013 | Kay-Uwe Müller          | Deutschland             | 2:33:18                 | Simone Steffen               | Deutschland             | 3:17:59                 |
| 14. Okt. 2012 | Marco Diehl             | Deutschland             | 2:41:25                 | Tilahun Tefera               | Äthiopien               | 2:56:07                 |
| 9. Okt. 2011  | Hans-Jörg Dörr -2-      | Deutschland             | 2:45:03                 | Stefanie Doll                | Deutschland             | 3:00:38                 |
| 10. Okt. 2010 | Josef Beha              | Deutschland             | 2:37:27                 | Jacqueline Keller            | Schweiz                 | 3:19:17                 |
| 11. Okt. 2009 | Steffen Häntzschel -2-  | Deutschland             | 2:37:33                 | Simone Meininger             | Deutschland             | 3:16:38                 |
| 12. Okt. 2008 | Steffen Häntzschel      | Deutschland             | 2:32:23                 | Birgit Bartels -3-           | Deutschland             | 2:59:17                 |
| 14. Okt. 2007 | Hans-Jörg Dörr          | Deutschland             | 2:40:45                 | Birgit Bartels -2-           | Deutschland             | 3:05:27                 |
| 8. Okt. 2006  | Felix Rothe             | Deutschland             | 2:34:41                 | Sara Winter                  | Neuseeland              | 3:01:03                 |
| 9. Okt. 2005  | Bogdan Dziuba           | Polen                   | 2:25:09                 | Birgit Bartels               | Deutschland             | 3:06:56                 |
| 10. Okt. 2004 | Geoffrey Karani         | Kenia                   | 2:27:42                 | Constanze Wagner             | Deutschland             | 3:02:35                 |
| 12. Okt. 2003 | Moses Cheserek          | Kenia                   | 2:22:58                 | Gudrun De Pay -4-            | Deutschland             | 2:54:16                 |
| 13. Okt. 2002 | Tomasz Chawawko         | Polen                   | 2:31:32                 | Gudrun De Pay -3-            | Deutschland             | 2:54:10                 |
| 7. Okt. 2001  | Peter Kapitza -2-       | Deutschland             | 2:33:32                 | Claudia Gertsch              | Deutschland             | 3:10:01                 |
| 8. Okt. 2000  | Peter Kapitza           | Deutschland             | 2:33:34                 | Gudrun De Pay -2-            | Deutschland             | 2:53:29                 |
| 10. Okt. 1999 | Wiesław Góra            | Polen                   | 2:31:03                 | Ursula Herrmann              | Deutschland             | 3:05:20                 |
| 11. Okt. 1998 | Charly Doll -2-         | Deutschland             | 2:33:41                 | Sonja Ambrosy                | Deutschland             | 3:01:37                 |
| 12. Okt. 1997 | Jochen Rolle            | Deutschland             | 2:35:59                 | Karin Steiger                | Deutschland             | 2:54:03                 |
| 13. Okt. 1996 | Thomas Danzer           | Deutschland             | 2:31:31                 | Tomoko Hori                  | Japan                   | 2:55:14                 |
| 8. Okt. 1995  | Yasuaki Yamamoto        | Japan                   | 2:25:15                 | Jacqueline Keller-Werder -3- | Schweiz                 | 3:00:03                 |
| 9. Okt. 1994  | Tomohito Satō           | Japan                   | 2:28:47                 | Gudrun De Pay                | Deutschland             | 2:57:56                 |
| 10. Okt. 1993 | Takayasu Komatsu        | Japan                   | 2:29:46                 | Birgit Lennartz              | Deutschland             | 2:59:13                 |
| 11. Okt. 1992 | Frank Philipp           | Deutschland             | 2:33:14                 | Yukiko Sōma                  | Japan                   | 2:50:24                 |
| 13. Okt. 1991 | Charly Doll             | Deutschland             | 2:27:46                 | Annette Boes                 | Deutschland             | 3:06:38                 |
| 14. Okt. 1990 | Meinrad Beha -2-        | Deutschland             | 2:32:26                 | Brigitte Matt                | Deutschland             | 3:05:14                 |
| 8. Okt. 1989  | Werner Steinhilber      | Deutschland             | 2:30:16                 | Maria Ganter -5-             | Deutschland             | 3:06:53                 |
| 9. Okt. 1988  | Josef Peter -2-         | Schweiz                 | 2:28:17                 | Jacqueline Keller-Werder -2- | Schweiz                 | 3:01:36                 |
| 11. Okt. 1987 | Joseph Perske           | Vereinigte Staaten      | 2:25:17                 | Jacqueline Keller-Werder     | Schweiz                 | 2:55:42                 |
| 12. Okt. 1986 | Josef Peter             | Schweiz                 | 2:27:39                 | Maria Ganter -4-             | Deutschland             | 2:57:12                 |
| 13. Okt. 1985 | Meinrad Beha            | Deutschland             | 2:26:54                 | Maria Ganter -3-             | Deutschland             | 2:55:03                 |
| 14. Okt. 1984 | Guido Dold              | Deutschland             | 2:24:41                 | Maria Ganter -2-             | Deutschland             | 2:55:49                 |
| 9. Okt. 1983  | Karl-Heinz Scheder -2-  | Deutschland             | 2:24:24                 | Maria Ganter                 | Deutschland             | 2:53:27                 |
| 10. Okt. 1982 | Karl-Heinz Scheder      | Deutschland             | 2:24:53                 | Marie Odenbach               | Deutschland             | 3:02:44                 |
| 11. Okt. 1981 | Georg Dury -2-          | Deutschland             | 2:26:41                 | Doris Schlosser              | Deutschland             | 2:53:47                 |
| 12. Okt. 1980 | Thomas Flum             | Deutschland             | 2:25:48                 | Annemarie Hilkenbach -2-     | Deutschland             | 2:59:23                 |
| 14. Okt. 1979 | Georg Dury              | Deutschland             | 2:29:00                 | Annemarie Hilkenbach         | Deutschland             | 3:03:05                 |
| 8. Okt. 1978  | Lothar Lauffs           | Deutschland             | 2:31:30                 | Liane Winter -3-             | Deutschland             | 2:57:45                 |
| 9. Okt. 1977  | Henri Poncet            | Frankreich              | 2:25:29                 | Liane Winter -2-             | Deutschland             | 3:03:08                 |
| 10. Okt. 1976 | Peter Reiher -2-        | Deutschland             | 2:24:58                 | Liane Winter                 | Deutschland             | 3:10:33                 |
| 12. Okt. 1975 | André Lacour            | Frankreich              | 2:24:59                 | Christa Vahlensieck          | Deutschland             | 2:45:43                 |
| 13. Okt. 1974 | Hans Gulyas -2-         | Deutschland             | 2:26:58                 | Gerda Reinke                 | Deutschland             | 3:09:03                 |
| 14. Okt. 1973 | Hans Gulyas             | Deutschland             | 2:27:16                 | Gabriele Schiess             | Schweiz                 | 3:09:02                 |
| 8. Okt. 1972  | Siegfried Schadt -2-    | Deutschland             | 2:33:57                 | Michaela Endler              | Deutschland             | 3:37:17                 |
| 10. Okt. 1971 | Siegfried Schadt        | Deutschland             | 2:29:37                 | Elfriede Rapp -3-            | Deutschland             | 3:35:18                 |
| 11. Okt. 1970 | Hans Schmidt            | Deutschland             | 2:36:22                 | Elfriede Rapp -2-            | Deutschland             | 3:51:32                 |
| 12. Okt. 1969 | Peter Reiher            | Deutschland             | 2:31:29                 | Elfriede Rapp                | Deutschland             | 4:05:00                 |
| 6. Okt. 1968  | Peter Bhend             | Schweiz                 | 2:36:05                 | Marthel von dem Berge        | Deutschland             | 4:19:57                 |

#### Halbmarathon
| Jahr | Männer                  | Nation                  | Zeit                    | Frauen                  | Nation                  | Zeit                    |
| ---- | ----------------------- | ----------------------- | ----------------------- | ----------------------- | ----------------------- | ----------------------- |
| 2024 | Lukas Hemkes            | Deutschland             | 1:14:38                 | Verena Cerna Kohnle -4- | Deutschland             | 1:24:11                 |
| 2023 | Patrick Hartmann        | Deutschland             | 1:16:31                 | Laurin Wehrle -2-       | Deutschland             | 1:19:46                 |
| 2022 | Omar Tareq -2-          | Deutschland             | 1:11:17                 | Sandra Schmid           | Deutschland             | 1:26:58                 |
| 2021 | David Jansen -3-        | Deutschland             | 1:14:41                 | Laurin Wehrle           | Deutschland             | 1:22:55                 |
| 2020 | ausgesetzt wegen Corona | ausgesetzt wegen Corona | ausgesetzt wegen Corona | ausgesetzt wegen Corona | ausgesetzt wegen Corona | ausgesetzt wegen Corona |
| 2019 | Fabian Schneckenburger  | Deutschland             | 1:14:10                 | Melanie Schneider       | Deutschland             | 1:28:38                 |
| 2018 | Omar Tareq              | Deutschland             | 1:11:58                 | Christine Wintersig     | Deutschland             | 1:28:55                 |
| 2017 | David Jansen -2-        | Deutschland             | 1:14:26                 | Katrin Köngeter -2-     | Deutschland             | 1:23:44                 |
| 2016 | David Jansen            | Deutschland             | 1:20:05                 | Katrin Köngeter         | Deutschland             | 1:23:55                 |
| 2015 | Alexander Grigo         | Deutschland             | 1:15:55                 | Stefanie Doll -3-       | Deutschland             | 1:23:08                 |
| 2014 | Kay-Uwe Müller          | Deutschland             | 1:14:29                 | Stefanie Doll -2-       | Deutschland             | 1:23:05                 |
| 2013 | Jonathan Harre          | Deutschland             | 1:14:33                 | Judit Dengler           | Deutschland             | 1:31:24                 |
| 2012 | Dominik Sowieja         | Deutschland             | 1:15:27                 | Verena Kohnle -3-       | Deutschland             | 1:26:42                 |
| 2011 | Marian Blazinski        | Deutschland             | 1:09:09                 | Verena Kohnle -2-       | Deutschland             | 1:30:32                 |
| 2010 | Antonio Jose da Costa   | Brasilien               | 1:14:47                 | Verena Kohnle           | Deutschland             | 1:31:02                 |
| 2009 | Alois Dotter            | Deutschland             | 1:18:14                 | Stefanie Doll           | Deutschland             | 1:27:12                 |
| 2008 | Steffen Riegraf         | Deutschland             | 1:16:49                 | Sonja Lutz              | Deutschland             | 1:26:50                 |
| 2007 | Patrick Wieser          | Schweiz                 | 1:11:33                 | Raphaela Sieber         | Deutschland             | 1:25:03                 |
| 2006 | Elijah Keitany          | Kenia                   | 1:04:21                 | Priscah Kiprono         | Deutschland             | 1:18:03                 |
| 2005 | Elisha Sawe             | Kenia                   | 1:07:17                 | Sabine Baumann          | Deutschland             | 1:30:39                 |
| 2004 | Maksim Janischewskyj    | Ukraine                 | 1:07:26                 | Julija Ruban            | Ukraine                 | 1:20:52                 |
| 2003 | Simion Magut            | Kenia                   | 1:10:34                 | Birgit Bartels          | Deutschland             | 1:23:17                 |
| 2002 | Hardwig Pottin          | Deutschland             | 1:10:30                 | Anke Tiedemann          | Deutschland             | 1:22:08                 |
| 2001 | Jean-Michel Aubry       | Schweiz                 | 1:15:27                 | Renate Kieningen        | Deutschland             | 1:29:44                 |

#### 10-km-Lauf
| Jahr | Männer                  | Nation                  | Zeit                    | Frauen                  | Nation                  | Zeit                    |
| ---- | ----------------------- | ----------------------- | ----------------------- | ----------------------- | ----------------------- | ----------------------- |
| 2024 | Samuel Rössler          | Deutschland             | 35:00                   | Eva Polito              | Deutschland             | 41:23                   |
| 2023 | Leon Ebner              | Deutschland             | 37:51                   | Alessa Rainer           | Deutschland             | 41:33                   |
| 2022 | Michael Kovermann       | Deutschland             | 35:16                   | Julia Ehrle -2-         | Deutschland             | 37:38                   |
| 2021 | Martin Walter -6-       | Schweiz                 | 36:17                   | Julia Ehrle             | Deutschland             | 39:24                   |
| 2020 | ausgesetzt wegen Corona | ausgesetzt wegen Corona | ausgesetzt wegen Corona | ausgesetzt wegen Corona | ausgesetzt wegen Corona | ausgesetzt wegen Corona |
| 2019 | Lukas Ehrle             | Deutschland             | 36:06                   | Stefanie Reichle -2-    | Deutschland             | 42:26                   |
| 2018 | Hardy Flum              | Deutschland             | 37:02                   | Stefanie Reichle        | Deutschland             | 42:37                   |
| 2017 | Martin Walter -5-       | Schweiz                 | 36:36                   | Hanna Bächle            | Deutschland             | 45:21                   |
| 2016 | Andy Sulz               | Schweiz                 | 35:11                   | Franziska Schmiederer   | Deutschland             | 43:30                   |
| 2015 | Jens Ziganke            | Deutschland             | 33:50                   | Miriam Köhler -3-       | Deutschland             | 41:59                   |
| 2014 | Kay-Uwe Müller          | Deutschland             | 34:29                   | Miriam Köhler -2-       | Deutschland             | 42:22                   |
| 2013 | Martin Walter -4-       | Schweiz                 | 35:46                   | Susanne Wings           | Deutschland             | 40:32                   |
| 2012 | Martin Walter -3-       | Schweiz                 | 35:23                   | Jessica Steidle         | Deutschland             | 40:05                   |
| 2011 | Martin Walter -2-       | Schweiz                 | 35:16                   | Denise Johannsen        | Deutschland             | 40:30                   |
| 2010 | Martin Walter           | Schweiz                 | 35:43                   | Miriam Köhler           | Deutschland             | 43:14                   |
| 2009 | Michael Fehrenbach      | Deutschland             | 35:31                   | Kerstin Höft            | Deutschland             | 43:42                   |
| 2008 | André Rudiger           | Deutschland             | 35:41                   | Nina Kallabis           | Deutschland             | 41:34                   |
| 2007 | Esko Kranz              | Deutschland             | 35:44                   | Steffanie Doll          | Deutschland             | 39:25                   |
| 2006 | Damian Kallabis         | Deutschland             | 33:06                   | Jaqueline Keller -2-    | Schweiz                 | 39:54                   |
| 2005 | Guenter Stich           | Deutschland             | 35:38                   | Jaqueline Keller        | Schweiz                 | 40:17                   |

### Entwicklung der Finisherzahlen
| Jahr | Marathon | Halbmarathon | 10 km  | Staffel | 5 km   |
| ---- | -------- | ------------ | ------ | ------- | ------ |
| 2024 | 327      | 1060         | 444    | 39      | 77     |
| 2023 | 348      | 884          | 420    | 30      | 76     |
| 2022 | 232      | 664          | 285    | 28      | 51     |
| 2021 | 336      | 743          | 233    | 21      | 62     |
| 2020 | Corona   | Corona       | Corona | Corona  | Corona |
| 2019 | 408      | 1065         | 423    | 35      |        |
| 2018 | 358      | 910          | 422    | 35      |        |
| 2017 | 517      | 1065         | 354    | 33      |        |
| 2016 | 297      | 849          | 304    | 20      |        |
| 2015 | 320      | 869          | 310    | 29      |        |
| 2014 | 325      | 872          | 274    | 29      |        |
| 2013 | 345      | 909          | 250    |         |        |
| 2012 | 387      | 1015         | 234    |         |        |
| 2011 | 441      | 1133         | 286    |         |        |
| 2010 | 473      | 1266         | 270    |         |        |
| 2009 | 555      | 1257         | 291    |         |        |
| 2008 | 551      | 1229         | 280    |         |        |
| 2007 | 633      | 1340         | 375    |         |        |
| 2006 | 564      | 1148         | 223    |         |        |
| 2005 | 524      | 0997         | 240    |         |        |
| 2004 | 374      | 1020         |        |         |        |
| 2003 | 433      | 0826         |        |         |        |
| 2002 | 514      | 0745         |        |         |        |
| 2001 | 556      | 0537         |        |         |        |
| 2000 | 691      |              |        |         |        |
| 1999 | 794      |              |        |         |        |
| 1998 | 741      |              |        |         |        |
| 1997 | 910      |              |        |         |        |
| 1996 | 935      |              |        |         |        |
| 1995 | 931      |              |        |         |        |
| 1994 | 1074     |              |        |         |        |
| 1993 | 1152     |              |        |         |        |
| 1992 | 1453     |              |        |         |        |
| 1991 | 1372     |              |        |         |        |
| 1990 | 1194     |              |        |         |        |
| 1989 | 1425     |              |        |         |        |
| 1988 | 1583     |              |        |         |        |
| 1987 | 2043     |              |        |         |        |
| 1986 | 2321     |              |        |         |        |
| 1985 | 2043     |              |        |         |        |
| 1984 | 1821     |              |        |         |        |
| 1983 | 1838     |              |        |         |        |
| 1982 | 1600     |              |        |         |        |
| 1981 | 1791     |              |        |         |        |
| 1980 | 1982     |              |        |         |        |
| 1979 | 1982     |              |        |         |        |
| 1978 | 1872     |              |        |         |        |
| 1977 | 1820     |              |        |         |        |
| 1976 | 1997     |              |        |         |        |
| 1975 | 2143     |              |        |         |        |
| 1974 | 2113     |              |        |         |        |
| 1973 | 1726     |              |        |         |        |
| 1972 | 1434     |              |        |         |        |
| 1971 | 1420     |              |        |         |        |
| 1970 | 1040     |              |        |         |        |
| 1969 | 863      |              |        |         |        |
| 1968 | 792      |              |        |         |        |